# 1828 dans le catholicisme
Chronologie du catholicisme
- 1824
- 1825
- 1826
- 1827
- 1828
- 1829
- 1830
- 1831
- 1832

Cet article présente les faits marquants de l'année 1828 dans le catholicisme.

## Évènements
- 27 septembre : Saint Pierre Damien est proclamé Docteur de l'Église par le pape Léon XII.

## Naissances
- 9 juillet : Luigi Oreglia di Santo Stefano, cardinal italien de la Curie, précédemment diplomate du Saint-Siège et archevêque titulaire de Damiette (de) († 7 décembre 1913)

## Décès
- 6 février : Francesco Serlupi Crescenzi, cardinal italien de la Curie (° 26 octobre 1755)
- 19 avril : Carlo Francesco Maria Caselli, cardinal servite italien, archevêque-évêque de Parme (° 20 octobre 1740)
- 2 septembre : Giuseppe Spina, cardinal italien de la Curie, archevêque de Gênes (° 11 mars 1756)
- 5 décembre : Francesco Guidobono Cavalchini, cardinal italien de la Curie (° 4 décembre 1755)
- 6 décembre : Timoteo Maria Ascensi, prélat italien, évêque d'Osimo et Cingoli (° 7 avril 1750)